# 대원군과 민비
《대원군과 민비》는 1959년 공개된 대한민국의 영화이다.

## 배역
- 김승호
- 황정순
- 최무룡
- 김지미
- 문정숙
- 양미희
- 주선태
- 최남현
- 최승이